# Jan Fryderyk Sapieha (1618–1664)
Jan Fryderyk Sapieha herbu Lis (ur. 1618, zm. 3 czerwca 1664) – pisarz polny koronny.

## Życiorys
Był wnukiem Mikołaja, synem Fryderyka i Ewy Skaszewskiej, bratem Tomasza Kazimierza, Krzysztofa Franciszka i Aleksandra Kazimierza.
Uczył się w kolegium jezuitów w Łucku, w 1635 zapisał się do Akademii Krakowskiej, po czym z bratem Tomaszem Kazimierzem wyjechał do Włoch na uniwersytety w Bolonii i Padwie.
Pod koniec lat 30. i w latach 1644-1645 służył w armii francuskiej, m.in. pod dowództwem Kondeusza. Powrócił do kraju ok. 1647.
Brał udział w bitwie nad Żółtymi Wodami, gdzie podczas odwrotu objął dowództwo po rannym Stefanie Potockim. Po całkowitym rozbiciu wojsk dostał się do niewoli tatarskiej, w której przebywał do wiosny 1650. W 1652 nie zdążył na bitwę pod Batohem, dzięki czemu uzyskał stanowisko pisarza polnego koronnego po straconym po tejże bitwie przez Kozaków Zygmuncie Przyjemskim. Od maja 1653 brał udział w serii operacji wojskowych przeciwko zagonom tatarskim, dostając się ponownie do niewoli w lutym 1654. Został z niej uwolniony w grudniu 1654.
Posłował na sejm 1655, po czym uczestniczył w bitwie z Kozakami pod Gródkiem Jagiellońskim 20 września 1655. 16 października 1655 przeszedł na stronę Karola X Gustawa, pociągając za sobą uważającego Jana Fryderyka za autorytet w sprawach wojskowych, Jana Sobieskiego. Należał do najgorliwszych stronników szwedzkiego króla. W listopadzie 1655 został wysłany do obozu polskiego pod Brześciem Litewskim jako poseł mający skłonić zebrane wojska do poddania się. W grudniu 1655 zaciągnął dwie chorągwie kozackie. W lutym-marcu 1656 jako naczelny wódz polskiej jazdy osłaniał idące na południe główne siły Karola X Gustawa przed partyzanckimi atakami Stefana Czarnieckiego. Brał udział w bitwie pod Gołębiem. Pod koniec lutego posłował do Jana Zamoyskiego, wzywając go do poddania Zamościa królowi szwedzkiemu. Od połowy marca jeźdźcy polscy zaczęli uciekać do Stefana Czarnieckiego. Nie mogąc temu zapobiec, pod naciskiem podwładnych Jan Fryderyk 28 marca sam porzucił szwedzką służbę. Od tego czasu brał udział w dalszych bitwach w dywizji Czarnieckiego, m.in. w bitwie pod Warszawą, działaniach przeciwko Jerzemu Rakoczemu (1657), blokadzie Prus (1658-1659). Na początku 1659 pułk Jana Fryderyka został przydzielony do dywizji hetmana Stanisława Potockiego. Wiosną 1659 wraz z Janem Sobieskim fortyfikowali Lwów, a następnie do końca 1660 brali udział w walkach z wojskami moskiewsko-kozackimi podczas kampanii ukraińskiej (bitwy pod Lubarem, pod Cudnowem i pod Słobodyszczami).
Za pośrednictwem Jana Sobieskiego zaprzyjaźnił się z jego późniejszą żoną Marią Kazimierą Zamoyską, ówcześnie żoną Jana „Sobiepana” Zamoyskiego, wielokrotnie mediując załagodzenie zatargów pomiędzy przyszłymi małżonkami. Odnawiając swoje kontakty z czasów służby we Francji, został zwolennikiem stronnictwa francuskiego, otrzymując od 1663 3000 franków rocznej pensji od dworu Ludwika XIV.
Pod koniec 1663 otrzymał buławę polną litewską, której nie przyjął ze względu na pogarszający się stan zdrowia.
Zmarł 3 czerwca 1664 w Żurawnie, pochowany został w krypcie w kościele Bernardynów we Lwowie.
Był ojcem Mikołaja Leona, Kazimierza Władysława i Pawła Franciszka.